# Armas Ahlroth
Armas Heikki Ahlroth, senare Arajuuri, född 17 januari 1893 i Joensuu, död 13 oktober 1955, var en finländsk jägaröverstelöjtnant under första världskriget, finska inbördeskriget, vinterkriget och fortsättningskriget.

## Biografi
Ahlroth var son till Viktor Ahlroth och Ida Maria Suhonen. Han var bror till generalmajoren Johan Arajuuri. Ahlroth studerade vid Joensuus klassiska lyceum och utexaminerades från Tavastehus finska lyceum 1929. Han avlade studier vid Fredrikshamns krigsskola 1918 i Fredrikshamn och läste en stridsvagnskurs i Tavastehus 1922. 1928 tog han kompanichefsexamen från stridsskolan i Fredrikshamn. En tid därefter arbetade han inom tullverket och begav sig sedan till Tyskland, där han den 19 januari 1916 upptogs i 27. jägarbataljonens 1. kompani. Under första världskriget stred han vid tyska fronten och bevistade bland annat striderna vid Missé. 1917 deltog han i artillerikursen i Polangen.
Löjtnant Ahlroth ankom med jägarbataljonen till Vasa den 25 februari 1918. Under inbördeskriget blev han plutonchef vid 4. jägarregementets 8. jägarbataljons 2. kompani, för vilket han sedermera blev kompanichef. Under kriget bevistade Ahlroth bland annat slaget vid Rautus den 4 april, varvid han sårades. Vid krigets slut tjänstgjorde han vid 2. kompaniet, som sedermera blev Kajanas gerillabataljon. Ahlroth var verksam som yngre officer vid 2. och 3. kompaniet och blev i maj 1919 befälhavare över maskingevärskompaniet. 1919–1921 var Ahlroth träningsofficer vid Kadettskolan, blev byråofficer vid arméstaben 1922, kompanichef vid Tammerfors regementes 2. bataljon 1932, chef för 2. cykelbataljonens underofficersskola 1933 och blev befälhavare över Kemis militärdistrikt i mars 1934.
Vid vinterkrigets utbrott blev Ahlroth befälhavare över Lapplands vaktbataljon och Kemis försvarsdistrikt. Under vapenvilan var han byråchef vid Lapplands försvarsdistrikt och var dess befälhavare under fortsättningskriget. 1944 tvingades han lämna sin post, då försvarsdistrikten lades ner. 1946 lämnade han armén och blev jordbrukare i Hiltulanlahti. Från 1949 arbetade han som tillsyningsman i Helsingfors.